# Plan Challe
Pour les articles homonymes, voir Challe.
 (février 2021).
Si vous disposez d'ouvrages ou d'articles de référence ou si vous connaissez des sites web de qualité traitant du thème abordé ici, merci de compléter l'article en donnant les références utiles à sa vérifiabilité et en les liant à la section « Notes et références ».
Guerre d'Algérie
Batailles
- Toussaint rouge
- Opération Eckhmül
- Opération Aloès
- Opération Véronique (en)
- Opération Violette
- Massacres d'août 1955 dans le Constantinois
- Opération Timgad
- Bataille d'El Djorf
- Opération Oiseau bleu
- Embuscade de Palestro
- Bataille d'Alger
- Bataille de Bouzegza
- Bleuite
- Bataille de Timimoun
- Bataille des Frontières
- Combat du Fedj Zezoua
- Coup d'État du 13 mai 1958
- Opération Résurrection
- Opération Couronne
- Opération Brumaire
- Plan Challe
- Opération Jumelles
- Semaine des barricades
- Manifestations de décembre 1960
- Putsch des généraux

- Bataille de Bab El Oued
- Fusillade de la rue d'Isly
- Massacre d'Oran

Le plan Challe est une série d'opérations menées par l'armée française durant la guerre d'Algérie, du 6 février 1959 au 6 avril 1961 à travers le territoire algérien, alors français  depuis 1830, qui avait pour objectif de détruire les unités de résistants de l’Armée de Libération Nationale (ALN) de l’intérieur, d'occuper de façon permanente leurs positions et de démanteler l’organisation politico-administrative du Front de Libération Nationale (FLN).

## Contexte
Après la bataille d'Alger et la bataille des Frontières, remportées par le général Raoul Salan, son successeur, Maurice Challe, général d'aviation nommé au commandement militaire de l'Algérie, espère asphyxier les maquis de l'ALN la branche armée du FLN en même temps qu'est entreprise une politique de pacification. Les actions qu'il met en œuvre constituent le « plan Challe ».
Le général Maurice Challe entreprend de réduire les forces des wilayas, en mettant fin au partage de facto du territoire algérien entre les régions occupées en permanence par les forces de l'ordre et les « zones interdites » servant de refuge aux unités rebelles. Il s'agit d'alléger le quadrillage des régions déjà pacifiées pour augmenter les réserves générales et de leur faire occuper en force, pendant plusieurs mois, chacun des massifs montagneux où s'abritent les compagnies et les commandos zonaux de l'ALN. Ces unités sont obligées de se disperser et de se cacher, puis de sortir à la recherche des ravitaillements et de s'exposer à des embuscades.
Ainsi, leur taille est réduite à celle de sections, comme c'est déjà le cas aux environs des barrages électrifiés. Pour plus d'efficacité, les réserves générales se concentrent sur chaque massif montagneux en allant de l'ouest vers l'est, de la wilaya la plus faible vers celles qui sont les plus fortes. Dans un deuxième temps, des commandos de chasse formés par les troupes des secteurs ou par les réserves générales et comprenant une forte proportion de musulmans, souvent des ralliés, continuent à traquer les restes des unités rebelles.
Ainsi que la formation le 1er avril 1959 du Groupement de Commandos Parachutistes de Réserves Générales (GCP-RG).Le  commandement est confié au commandant Tourret, de l’état-major du général Gilles, commandant des TAP, cette unité est formée à partir de détachement venant de chaque régiment des deux divisions parachutistes , y compris légionnaires surtout pour l’encadrement qui est activé. Sept commandos de 100 à 120 hommes sont formés. Avec indicatif radio Totem, chacun a une couleur distincte.
Noir : capitaine Balthazar du 6e RPIMA.
Rouge : capitaine Tallec  ancien FFL, puis lieutenant Mura.
Gris : capitaine Chabanne, ancien 3e RPIMA, puis capitaine VALLAURI.
Bleu : capitaine Laure, ancien 2e RPC, puis lieutenant  Leclerc de Hautecloque.
Vert : capitaine Perret, ancien 1er RCP puis lieutenant Roux.
Jaune : capitaine Olivier , ancien 114e cie quartier général Alger, qui sera tué au combat en novembre 1959 à Teniet el Had.
Blanc : capitaine Helmer base arrière , gestion administrative du GCP puis capitaine Boisson.
Le commandant en second est le capitaine Robin, l’adjoint opérationnel , le capitaine Perrier, du 2e REP, l’officier de renseignement, le lieutenant Bonnel, du 1er REP, le médecin l’aspirant Kerhavo.
À partir de 1959, la France prévoit de systématiser la mise en œuvre de centres de regroupement des populations situées dans les zones rurales les plus éloignées, à l’initiative des préfets responsables du maintien de l’ordre, afin d'isoler les unités du FLN et de les priver de leur principale source d’approvisionnement et de soutien. L’ensemble des habitants est alors « placé » sous la protection de l’armée française, ou d’un maghzen (troupe de supplétifs musulmans engagés sous contrat de 6 mois) si le regroupement se fait à proximité d’une SAS.
Les unités de l’ALN se voient ainsi progressivement interdire une zone définie. Ce procédé qui consiste à « vider certaines zones de ses habitants, en déplaçant des
populations vers des centres de regroupement et en détruisant les villages » constituera donc une arme de guerre pour les Français.

## Déroulement
Que ce soit par la route, par les airs ou encore par voie maritime vingt-cinq mille hommes venus renforcer les quinze mille militaires du « plan Challe », il commence par la wilaya V, la plus avancée dans la voie de la pacification, du 6 février au 6 avril 1959, puis il continue en wilaya IV par l'opération « Courroie », couronne montagneuse de l'Algérois et Ouarsenis, du 18 avril au 19 juin, et, avec une moindre intensité, dans le Sud Département d'Oranais, du 15 mai au 15 octobre. Pour éviter un repli vers l'est des unités kabyles, l'opération « Étincelle » traite le massif du Hodna, reliant la wilaya III à la wilaya I, du 8 au 20 juillet, puis l'opération  Jumelles s'appesantit sur la wilaya III, du 22 juillet 1959 à la fin de mars 1960. Peu après, les opérations « Pierres précieuses» (« Rubis », « Saphir», « Turquoise », « Émeraude » et « Topaze ») s'abattent sur la wilaya II, entre le 6 septembre et le 9 novembre 1959, jusqu'en avril 1960; puis une deuxième série d'opérations « Pierres précieuses » revient sur les mêmes régions pendant plusieurs mois, jusqu'en septembre 1960.
Après le départ du général Maurice Challe en avril, son successeur, le général Crépin, revient encore sur l'Ouarsenis (« Cigale », du 24 juillet au 24 septembre 1960) et sur l'Atlas saharien (opérations « Prométhée », d'avril à novembre 1960), mais il porte son principal effort sur la wilaya I : opération « Flammèches » dans les monts du Hodna, du 21 au 31 mai, puis opérations «Trident » d'octobre 1960 jusqu'en avril 1961. Dans toutes ces régions, les commandos de chasse prennent la relève des réserves générales. En même temps, l'armée continue à démanteler par tous les moyens l'OPA qui encadre la population. C'est la tâche des officiers de renseignement et d'organismes spécialisés en marge de la hiérarchie militaire ordinaire : les DOP créés en 1957 dans le cadre du Centre de coordination interarmées (CCI), et les centres de renseignement d'action (CRA), créés en 1959.
Le Napalm est massivement employé,. Les autorités françaises le répèteront sans trembler : « Napalm rigoureusement proscrit et jamais employé opération militaire en Algérie ». Ce mensonge clairement affirmé par le ministre résidant Robert Lacoste en 1957 est répété sous la Ve République. Au quai d’Orsay, on assure ainsi que l’armée française « n’a jamais fait usage du napalm » et que « des instructions permanentes du haut commandement militaire français en Algérie interdisent l’emploi de ce produit »,.
Si la France ne peut reconnaître l’usage de cette essence gélifiée utilisée dans des bombes incendiaires, c’est que cette arme est proscrite par les conventions internationales dont le pays est signataire. Son usage viendrait en outre contredire la fiction de simples opérations de maintien de l’ordre menées dans l’Algérie française depuis novembre 1954. Ce que Paris, Genève ou New York ignorent est pourtant devenu une évidence dans les montagnes algériennes où l’armée française lutte contre les maquisards de l’Armée de libération nationale (ALN). Les forêts qui dérobent ces combattants aux avions français sont particulièrement ciblées : largué par les airs, le napalm enflamme immédiatement la surface sur laquelle il se répand, ce qui le rend particulièrement redoutable dans les régions boisées,.

Un avion français Morane-Saulnier MS.475 abattu par les combattants Algériens de l'ALN dans la région de Médéa durant le plan Challe.

Des témoignages français confirment d’ailleurs ce que les indépendantistes dénoncent à mesure que l’Algérie s’enfonce dans la guerre. En 1959, Hubert Beuve-Méry, le directeur du journal Le Monde, acquiert ainsi la certitude de son usage après s’être entretenu avec le successeur de Robert Lacoste, Paul Delouvrier. Peu de temps auparavant, un caporal avait adressé une lettre au journal pour dévoiler la réalité cachée derrière une dépêche officielle parlant de « rebelles mis hors de combat avec l’aide de l’aviation » : « Ayant participé à l’encerclement et à la réduction de la ferme où [les « rebelles »] étaient retranchés, je puis vous indiquer qu’ils ont en réalité été brûlés vifs, avec une dizaine de civils dont deux femmes et une fillette d’une dizaine d’années, par trois bombes au napalm lancées par des appareils de l’aéronavale », non loin de Sétif, le 14 août 1959,.
Les pilotes savent parfaitement ce qu’ils larguent, et les militaires qui demandent leur appui au sol aussi. L’usage du Napalm étant interdit, on opte pour un langage codé : « bidons spéciaux ». Dans le secteur de Bou Saâda, au sud-est d’Alger, est ainsi consignée, fin septembre 1959, une « action de l’aviation en bombes de 250 livres et en bidons spéciaux sur un camp rebelle ». Journal de marche et opérations (JMO) du secteur de Bou Saada, 29 septembre 1959, Service historique de la défense.
Les comptes-rendus d’opérations mentionnent aussi les effets de ces « bombing par bidons spéciaux » comme dans ce bilan d’une opération des 23 et 24 février 1959 qui indique : « Pertes rebelles : 6 cadavres dénombrés dont un sergent et un caporal. Débris humains découverts dans une zone traitée aux bidons spéciaux et correspondant à 5 rebelles repérés par un observateur ». Parfois, le camouflage cède, comme quand le 14e régiment de chasseurs parachutistes relate un affrontement entre plusieurs régiments d’élite et leurs ennemis début avril 1961. La « réduction du nid de résistance » ayant échoué face au « feu violent et précis des rebelles », l’intervention de l’aviation de chasse est demandée. Le journal de marche du régiment note que sont utilisées « des roquettes et des bombes au Napalm contre les retranchements rebelles ».
De plus, tortures et viols commis pendant la Guerre d'Algérie ont jusqu'à présent constitué un tabou quasiment impossible à lever, tant pour les auteurs que pour les victimes. Il faudra plus de quarante pour que la parole commence à se libérer. Et il apparaît que les viols sur les femmes ont eu un caractère massif en Algérie entre 1954 et 1962, dans les villes mais surtout dans les campagnes. Selon henri Pouillot, ancien appelé, il y avait deux catégories de viols : « Ceux qui étaient destinés à faire parler, et les viols de «confort», de défoulement, les plus nombreux. » La honte des victimes explique qu'elles se soient toujours tues. « Chez vous, une femme violée est une victime, chez nous, c'est tout le contraire, nous sommes les coupables », explique l'une d'entre elles.
Les exactions commises par l'armée française  pendant la Guerre d'Algérie, le viol est la plus cachée, la plus obstinément  tue depuis quarante ans, par les auteurs autant que par les victimes. Certains  commencent pourtant à lever ce tabou, confirmant peu à peu ce que l'écrivain  Mouloud Feraoun dénonçait autrefois dans son journal comme étant une pratique  courante, du moins en Kabylie. Il apparaît que, loin d'avoir constitué de  simples « dépassements », les viols sur les femmes ont eu un caractère massif  en Algérie entre 1954 et 1962, dans les villes mais surtout dans les campagnes, et plus encore vers la fin de la guerre, en particulier au cours de « l'opération Challe », menée en 1959 et 1960 sur le territoire algérien pour  venir à bout de l'Armée de libération nationale (ALN). L'ouverture de la  totalité des archives et la lecture de tous les « journaux de marche » des  soldats ne donneraient sans doute qu'une très petite idée de l'ampleur du  phénomène, parce qu'il n'y eut jamais d'ordres explicites de viols, et encore  moins d'ordres écrits. En outre, rares sont les hommes qui se seront vantés, dans leurs carnets personnels, de tels comportements.
Tous les appelés interrogés le disent : « Tout dépendait du chef. » Si  l'officier, ou le sous-officier, affichait des positions morales sans  équivoque, il n'y avait ni viols ni tortures, quel que soit le sexe des  détenus, et quand une « bavure » se produisait la sanction était exemplaire. D'une compagnie à l'autre, on passait donc du « tout au rien ». « Donner  l'ordre, comme cela a été fait, de toucher le sexe des femmes pour vérifier  leur identité, c'était déjà ouvrir la porte au viol », souligne l'historienne  Claire Mauss-Copeaux, pour qui deux facteurs au moins expliquent que ce  phénomène ait pris de l'ampleur. D'une part, l'ambiance d'extrême racisme à  l'encontre de la population musulmane. D'autre part, le type de guerre que  menait l'armée française, confrontée à une guérilla qui l'obligeait à se  disperser et à laisser une grande marge de manœuvre aux « petits chefs », lesquels, isolés sur le terrain, pouvaient s'attribuer droit de vie et de mort  sur la population.
« Dans mon commando, les viols étaient tout à fait courants. Avant les  descentes dans les mechtas [maisons en torchis], l'officier nous disait :  «Violez, mais faites cela discrètement» », raconte Benoît Rey, appelé comme  infirmier dans le Nord constantinois à partir de septembre 1959, et qui a  relaté son expérience dans un livre, "Les Egorgeurs". « Cela faisait partie de  nos «avantages» et était considéré en quelque sorte comme un dû. On ne se  posait aucune question morale sur ce sujet. La mentalité qui régnait, c'est  que, d'abord, il s'agissait de femmes et, ensuite, de femmes arabes, alors vous  imaginez... »  Sur la centaine d'hommes de son commando, précise-t-il, une vingtaine profitait régulièrement des  occasions offertes par les opérations de contrôle ou de ratissage.

## Conséquences
Il y a 26 000 « combattants » tués, 10 800 prisonniers, 20 800 armes récupérées.
Le plan Challe a entraîné, en quelques mois, la suppression de la moitié du potentiel militaire des wilayas, dont les pertes augmentent sensiblement, ainsi que le pourcentages des prisonniers et des ralliés. Le moral de l'ALN, déjà atteint par les sanglantes purges internes à la suite d'opérations d'infiltrations qui ont décimé la wilaya III puis la wilaya IV en 1958, (voir : la « Bleuite ») et par le sentiment d'être abandonné par l'extérieur, en est davantage encore affaibli.
Cependant le plan Challe devra faire face à la stratégie d'adaptation des unités de l'Armée de Libération Nationale (ALN), comme dans la wilaya III (Kabylie) avec le commandant Mohand Oulhadj. Pour cette seule wilaya lors de l'opération  Jumelles, 60 000 hommes sont déployés pour ratisser la wilaya (appuyés par les services de renseignements du 2e bureau) et éradiquer totalement les poches de résistance de l’Armée de Libération Nationale (ALN) par des combats continus.
Parallèlement, des dispositions sont prises pour isoler l’ALN des populations (quadrillage de tous les villages avec ouverture de postes militaires avancés et contrôle des entrées et sorties par les éléments de l’autodéfense).
Le commandement de la Wilaya III réagit immédiatement et répartit les grandes unités en petits groupes commandos affectés dans les secteurs et limite les regroupements à quatre ou cinq pour éviter les combats et les poursuites à vue quotidiennes. Il enrôle tous les mousseblines pour les soustraire à l’armée française dans les villages et les remplace par des femmes qui passent inaperçues pour jouer ce rôle.
Par ailleurs, le commandement de wilaya donne ordre d’infiltrer les groupes d'autodéfense par des militants de l’organisation FLN pour faciliter le contact. Toutes ces dispositions prises se soldent très vite par l’enlèvement de plus de 20 postes avancés par les commandos de l’ALN, d’où la récupération de lots d’armes et de munitions très importants qui soulagent quelque peu les djounouds au niveau de la wilaya.
Les pourparlers secrets menés de mars à juin 1960 avec le gouvernement français par Si Salah, chef de la wilaya IV, concrétisent cette crainte et semblent justifier la confiance du général Challe dans une prochaine victoire militaire, mais l'indécision demeure au niveau politique.
L'opération Challe en plus de la bleuite, a presque réduit de moitié les effectifs de l'ALN. Le succès de l'opération conduit de Gaulle à annoncer à la télévision que les combats en Algérie étaient pratiquement terminés le 29 juin 1961. Les grands combats en Algérie étaient terminés.

## Filmographie
- 1858 : Algérie en flammes (Documentaire) de René Vautier
- 1972: La Guerre d'Algérie (Documentaire) de Yves Courrière et Philippe Monnier, Reganne Films
- 2007 : L'Ennemi Intime (Film) de Florent-Emilio Siri

- 2020: Des Hommes (Film) de Lucas Belvaux, adaptation du roman de Laurent Mauvignier